# How Come You Don't Call Me
How Come You Don't Call Me of How Come U Don't Call Me Anymore is een lied dat werd geschreven en uitgevoerd door Prince. Prince zingt het lied voor een groot deel in falsetto onder begeleiding van zijn eigen bluesy pianospel.
Het origineel werd uitgebracht als B-kant van de single "1999" en is later in 1993, uitgebracht op het compilatiealbum The Hits/The B-Sides. In 1996 was het nummer de soundtrack van de gelijknamige film Girl 6. Prince heeft het nummer veelvuldig in zijn concerten ten gehore gebracht en is in 2002 op het livealbum One Nite alone... Live!  uitgebracht.
Het lied werd een aantal keer gecoverd, onder andere door Stephanie Mills (1983), Joshua Redman (1998), Alicia Keys (2001) en Alice Fredenham (2003)

## Personeel

### Muzikanten
- Prince - zang, achtergrondzang, alle instrumenten

### Productie
- Prince - producent